# Kolonia Sarnowa
Kolonia Sarnowa (do 2012 Sarnowa Kolonia) – kolonia w Polsce położona w województwie wielkopolskim, w powiecie konińskim, w gminie Ślesin.
W latach 1975–1998 miejscowość administracyjnie należała do województwa konińskiego.
W 2012 r. zmieniono urzędowo nazwę miejscowości ze Sarnowa Kolonia na Kolonia Sarnowa.
Zobacz też: Sarnowa Góra